# جيما ستيل
جيما ستيل (بالإنجليزية: Gemma Steel)‏ هي منافسة ألعاب القوى بريطانية، ولدت في 12 نوفمبر 1985 في ليستر في المملكة المتحدة.

## وصلات خارجية
- جيما ستيل على موقع الاتحاد الدولي لألعاب القوى (الإنجليزية)